# Петар Андрејић
Петар Андрејић (Старчево, 1972) српски је политичар. Он је председник Месне заједнице Старчево.

## Биографија
Рођен је 1972. године у Старчеву. Менаџер је у медијима и новинар и идејни творац старчевачке туристичке понуде. 
Оснивач је Старчевачких новина 1994. и фестивала Ex YU rock fest 2009. Председник је Креативног културног клуба основаног 2004. Утемељивач је летњег програма Дани дружења који су отпочели 1996. године и трају до данас. Објавио је књигу „Књига о Старчеву”. Члан је Независног удружења новинара Србије и Удружења новинара Србије.  
Добитник је награде Сребрни сунцокрет на Жиселу 2000. за филм Белмондови снови и друге награде на фото конкурсу „Вршац из мог угла” 2021. године, са фотографијом „Црква светог Теодора”. Традиционално од 2020. године уручује признања „Заслужни Старчевац” који Месна заједница Старчево додељује појединцима и колективима који су се нарочито истакли својим активностима, са циљем награђивања резултата и залагања суграђана и њиховог рада. Ожењен је и отац двоје деце.

## Политичка каријера
Био је члан Српске народне обнове почетком 1990-их. 

### Скупштина Војводине
Први пут је изабран у Скупштину Аутономне Покрајине Војводине на покрајинским изборима 2000. године, победивши у изборној јединици Панчево VII. Демократска странка је на ове изборе изашла као део Демократске опозиције Србије која је однела убедљиву победу, а Андрејић је био присталица покрајинске владе.
Изабран је на покрајинским изборима у Војводини 2004. године у изборној јединици Панчево II. Поново је биран за исти округ 2008. и 2012. године. Демократска странка је током тих година била доминантна странка у војвођанској покрајинској влади, а Андрејић је радио у администрацији. У сва четири мандата био је члан Одбора за информисање и председник Одбора за утврђивање истоветности покрајинских прописа на језицима службене употребе.
Биран је у Скупштину града Панчева на локалним изборима 1996, 2000, 2004, 2008. и 2012. и за већника Месне заједнице Старчево 1996, 2000, 2004, 2008, 2012, 2016. и 2020. године. 

### Покрет Старчево
Године 2016. је напустио Демократску странку и на локалним изборима у Панчеву је изашао на чело сопствене листе, која није прешла изборни цензус. Предводио је и Покрет Старчево, који је однео већинску победу на изборима за Веће општине Старчево, и именован је за председника већа. Августа 2016. се залагао за то да Старчево постане посебна општина. Децембра исте године је превео Покрет Старчево у Српску напредну странку.